# Oriolus phaeochromus
La oropéndola de Halmahera (Oriolus phaeochromus) es una especie de ave paseriforme de la familia Oriolidae endémica del norte de las Molucas, en Indonesia. 

## Distribución y hábitat
Se encuentra únicamente en la isla de Halmahera, en las Molucas septentrionales. Su hábitat natural son las selvas tropicales húmedas de zonas bajas.